# Ole Ernst
Ole Ernst (* 16. Mai 1940 in Kopenhagen; † 1. September 2013 ebenda, eigentlich Ole Ernst Pedersen) war ein dänischer Schauspieler.

## Werdegang
Ole Ernst absolvierte seine Schauspielausbildung von 1964 bis 1967 in Odense. Sein Bühnendebüt gab er 1965 als Chino in einer Inszenierung der West Side Story. Von 1970 bis 1986 und erneut seit 1994 gehörte er dem Ensemble des Königlichen Theaters in Kopenhagen an.
Im Jahr 1967 debütierte Ernst beim Film (Sünder überall). 1973 gelang ihm der Durchbruch in Flugten. Dieser Film erfuhr zwei Fortsetzungen (Per und Blind makker). Ab 1974 spielte er in acht Filmen der Olsenbande den jungen und ehrgeizigen Kriminalbeamten Holm. Legendär wurden dabei die Dialoge mit Axel Strøbye als Kommissar Jensen über die Frage, ob sich die Aufklärung von Verbrechen lohnt oder nicht. Ole Ernst wirkte in mehr als 120 Film-und-Fernsehproduktionen mit.
Ole Ernst war verheiratet und hatte zwei Töchter. Er starb am 1. September 2013 im Alter von 73 Jahren. Er wurde auf dem Assistenzfriedhof beigesetzt.

## Filmografie (Auswahl)
- 1967: Sünder überall (Min søsters børn på bryllupsrejse)
- 1973: Flugten
- 1973: Don Juan
- 1974: Der (voraussichtlich) letzte Streich der Olsenbande (Olsen-bandens sidste bedrifter)
- 1975: Per
- 1975: Die Olsenbande stellt die Weichen (Olsen-banden på sporet)
- 1976: Blind makker
- 1976: Oh, diese Mieter! (Fernsehserie, 1 Folge)
- 1976: Die Olsenbande sieht rot (Olsen-banden ser rødt)
- 1977: Hærværk
- 1978: Die Olsenbande steigt aufs Dach (Olsen-banden går i krig)
- 1979: Die Olsenbande ergibt sich nie (Olsen-banden overgiver sig aldrig)
- 1981: Die Olsenbande fliegt über die Planke (Olsen-bandens flugt over plankeværket)
- 1981: Die Olsenbande fliegt über alle Berge (Olsen-banden over alle bjerge)
- 1983: Kein schöner Land (Der er et yndigt land)
- 1984: Samson & Sally (Synchronstimme)
- 1984: Rainfox
- 1984: Haus der Dunkelheit
- 1986: Mord im Dunkeln (Mord i mørket)
- 1986: Ballerup Boulevard
- 1987: Epidemic
- 1988: Mord im Paradies (Mord i Paradis)
- 1993: Schwarze Ernte (Sort høst)
- 1996: Ein Tag im Mai (Den attende)
- 1998: Der (wirklich) allerletzte Streich der Olsenbande (Olsen-bandens sidste stik)
- 1999: Besessen (Besat)
- 2002: Okay
- 2003: Stealing Rembrandt – Klauen für Anfänger (Rembrandt)
- 2007: Kommissarin Lund – Das Verbrechen (Fernsehserie, 1 Folge)
- 2013: Die Brücke – Transit in den Tod (Fernsehserie, 1 Folge)

## Auszeichnungen
- 1973: Bodil in der Kategorie Bester Hauptdarsteller für Flugten
- 1983: Bodil in der Kategorie Bester Hauptdarsteller für Der er et yndigt land
- 1985: Teaterpokalen